# Klinische chemie

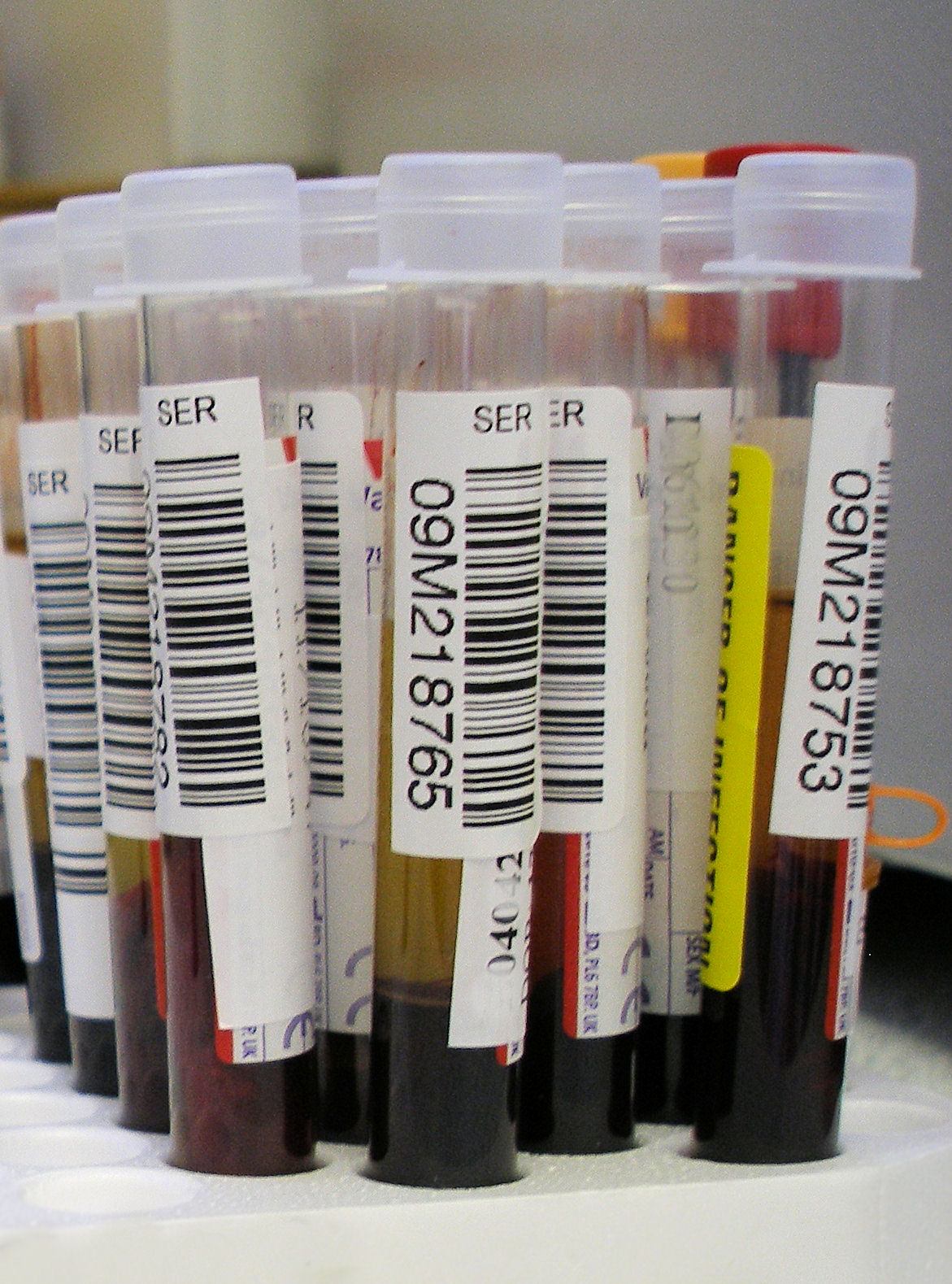
Reageerbuisjes met bloed voor klinisch-chemische analyse

Klinische chemie, ook pathologische chemie genoemd, is dat deel van de analytische chemie dat zich bezighoudt met de analyse van patiëntenmateriaal zoals bloed en ander lichaamsvocht ten behoeve van de diagnose en preventie van ziekte en het vervolgen van de effecten van behandeling. Het onderzoek wordt in een laboratorium uitgevoerd, meestal in opdracht van huisarts of medisch specialist, soms in rechtstreekse opdracht van de betrokkene. Het gaat daarbij om testen variërend van verschillende zouten, eiwitten, hormonen tot de analyse van bloedcellen.
Het te onderzoeken materiaal valt – vanaf het moment van bloedafname of afname van ander lichaamsvocht totdat de uitslag van de test bij de aanvrager arriveert – onder de verantwoordelijkheid van de laboratoriumspecialist. Dit kan een klinisch chemicus of arts klinische chemie zijn. De klinisch chemicus is verantwoordelijk voor de kwaliteit van de testen, de ontwikkeling van nieuwe testen en de uitgifte van bloedproducten, zoals nodig bij bloedtransfusie. De klinisch chemicus adviseert de aanvragend arts ook bij de interpretatie van de laboratoriumuitslagen.

## Deelgebieden
Het vakgebied klinische chemie omvat de deelgebieden algemene klinische chemie, endocrinologie en hematologie. De klinische chemie valt in België onder het vakgebied klinische biologie. De testen worden uitgevoerd in laboratoria die al dan niet aan een ziekenhuis zijn verbonden. In deze laboratoria werken analisten of laboranten die in de klinische chemie zijn opgeleid. Aan het hoofd van het laboratorium staat de klinisch chemicus. Aan de grotere laboratoria zijn meer klinisch chemici verbonden die zich in een deelgebied hebben gespecialiseerd. Dit varieert van endocrinologie en fertiliteit tot hematologie en stofwisselingsziekten.
De klinische chemie heeft een lijst van laboratoriumbepalingen in bloed ter beschikking om het nodige onderzoek te verrichten. Het verschil tussen sensitiviteit en specificiteit en de voorspellende waarde van een klinische test zijn van belang. Klinische chemici maken gebruik van analytische technieken gespecialiseerde apparatuur om de metingen uit te voeren.

## Websites
- NVKC Nederlandse Vereniging voor Klinische Chemie en Laboratoriumgeneeskunde

Basisarts · Huisarts · Specialist —
Acute geneeskunde ·
Anesthesie-reanimatie ·
Arbeidsgeneeskunde ·
Arts Maatschappij en Gezondheid ·
Arts voor verstandelijk gehandicapten ·
Beheer van gezondheidsgegevens ·
Cardiologie ·
Dermato-venereologie ·
Endocrino-diabetologie ·
Forensische of gerechtelijke geneeskunde ·
Fysische geneeskunde ·
Gastro-enterologie ·
Geriatrie ·
Gynaecologie en verloskunde ·
Heelkunde ·
Intensieve zorg ·
Interne of inwendige geneeskunde ·
Kinder- en jeugdpsychiatrie ·
Klinische biologie ·
Klinische chemie ·
Klinische farmacologie ·
Klinische genetica ·
Mond-, kaak- en aangezichtschirurgie ·
Nefrologie ·
Neurochirurgie ·
Neurologie ·
Nucleaire geneeskunde ·
Oncologie ·
Oftalmologie of oogheelkunde ·
Orthopedie ·
Otorinolaryngologie, kno-heelkunde of nko-heelkunde ·
Pathologische anatomie ·
Pediatrie ·
Plastische, reconstructieve en esthetische heelkunde ·
Pneumologie of longziekten ·
Psychiatrie ·
Radiologie ·
Radiotherapie-Oncologie ·
Reumatologie ·
Revalidatiegeneeskunde ·
Sociale geneeskunde ·
Sportgeneeskunde ·
Stomatologie of kaakchirurgie ·
Spoedeisende of urgentiegeneeskunde ·
Urologie ·
Verzekeringsgeneeskunde en medische expertise